# Giuseppe Milesi Pironi Ferretti
Giuseppe Milesi Pironi Ferretti (Ancona, 9 marzo 1817 – Roma, 2 agosto 1873) è stato un cardinale italiano.

## Biografia
Nacque il 9 marzo 1817 dal conte Francesco, console veneto e gonfaloniere di Ancona e dalla nobile Laura Strina ad Ancona dove compì i primi studi, per poi trasferirsi a Roma,  dove frequentò la Pontificia accademia ecclesiastica laureandosi con onore alla Sapienza in utroque iure.
Dopo la morte del cardinale Cesare Nembrini Pironi Gonzaga, il 15 marzo 1838, gli venne conferita la prelatura Pironi, e nel 1842 venne ordinato sacerdote.
La sua fu una carriera amministrativa molto intesa, fu prima Delegato apostolico ad Ascoli (1843), Civitavecchia (1844) e Macerata (1845-49), Prolegato a Pesaro Urbino e successivamente a Forlì, fino ad essere nominato nell'aprile del 1854 responsabile del dicastero dei Lavori pubblici, Belle Arti, Commercio, e Agricoltura.

Papa Pio IX lo elevò al rango di cardinale nel concistoro del 15 marzo 1858 di Santa Maria in Aracoeli e contestualmente Legato Apostolico di Bologna. Al momento della nomina e fino alla creazione del cardinale Luigi Maria Bilio è stato il porporato italiano più giovane.
Numerosi furono i suoi interventi come responsabile del ministero dei lavori pubbliciː introdusse nello stato Pontificio l'uso del telegrafo riuscendo ad unire tutti i territori della Chiesa; incentivò il commercio con interventi a favore dell'agricoltura, e a favore delle attività portuali di Ancona; a lui si deve la nascita della Società commerciale senigalliese nel 1856. Il suo più grande progetto fu la realizzazione di nuove linee ferroviarie, vedendo in queste un ampliamento dei commerci. Si ritrovò ad andare contro la burocrazia e la lentezza dei lavori; nel 1856 inaugurò la linea Roma-Frascati e Roma-Civitavecchia, mentre le due linee ferroviarie Bologna-Faenza e Bologna-Forlì, furono inaugurate solo nel 1861.

Il Milesi fu persona mite e non sempre in grado di affrontare le situazioni complesse che gli si presentarono nel 1848, da Macerata, si allontanò per timore di reazioni dopo la fuga di Pio IX da Gaeta, tornato, si dimise nel 1849 per evitare di pubblicare la convocazione dell'Assemblea costituente romana. Nel 1852 a Forlì faticò a sedare una rivolta dei commercianti che non volevano riaprire le attività dopo la fucilazione di quattro cittadini.

A Bologna, dove fu l'ultimo cardinale legato, vi rimase fino al 12 giugno 1859, quando a bordo di una carrozza scortata da soldati austriaci a cavallo lasciava la città da porta Galliera, per non più tornarvi,
prima di aver inutilmente cercato di calmare la popolazione.

Morì il 2 agosto 1873 e fu sepolto al Verano.

## Genealogia episcopale
La genealogia episcopale è:
- Cardinale Scipione Rebiba
- Cardinale Giulio Antonio Santori
- Cardinale Girolamo Bernerio, O.P.
- Arcivescovo Galeazzo Sanvitale
- Cardinale Ludovico Ludovisi
- Cardinale Luigi Caetani
- Cardinale Ulderico Carpegna
- Cardinale Paluzzo Paluzzi Altieri degli Albertoni
- Papa Benedetto XIII
- Papa Benedetto XIV
- Papa Clemente XIII
- Cardinale Marcantonio Colonna
- Cardinale Giacinto Sigismondo Gerdil, B.
- Cardinale Giulio Maria della Somaglia
- Cardinale Carlo Odescalchi, S.I.
- Cardinale Costantino Patrizi Naro
- Cardinale Giuseppe Milesi Pironi Ferretti